# Mera (nereida)
|  | Per a altres significats, vegeu «Mera». |

Mera (en grec antic Μαῖρα) va ser, segons la mitologia grega, una de les cinquanta Nereides, filla de Nereu, un déu marí fill de Pontos, i de Doris, una nimfa filla d'Oceà i de Tetis. Tenia un únic germà, Nèrites.
De Mera en parlen dos autors, Homer i Gai Juli Higí, a les llistes que donen de les nereides. Homer diu que va ser una de les trenta-dues nereides que van pujar des del fons de l'oceà per arribar a les platges de Troia i plorar, juntament amb Tetis la futura mort d'Aquil·les